# موسکاو ۲۹۰۵۳
سیارک ۲۹۰۵۳ (به انگلیسی: 29053 Muskau، نامگذاری:4466T-2) بیست و نه هزار و پنجاه و سومین سیارک کشف شده‌است که در ۳۰ سپتامبر ۱۹۷۳ کشف شد.